# Passau (Schiff, 1986)
Die Passau ist ein Fahrgastschiff auf der Donau und wird als Tagesausflugsschiff für Rundfahrten um Passau eingesetzt. Das Schiff wird von der Donauschifffahrt Wurm & Noé betrieben.

## Geschichte
Das Schiff wurde 1986 auf Bestellung der Reederei auf der Schiffswerft Theodor Hitzler Regensburg gebaut und ist seit der Indienststellung ausschließlich für diese Reederei in Fahrt.
Neben den regulären Ausflugsfahrten der Reederei kann die Passau auch gechartert werden. In die überregionale Berichterstattung kam das Schiff, als am 29. Juni 2002 an Bord des gemieteten Schiffes mehrere Frauen gegen den Willen der Amtskirche zu den ersten römisch-katholischen Priesterinnen ordiniert wurden.

## Das Schiff
Das Schiff hat eine Gesamtlänge von 80,16 Metern, eine Breite von 10,40 Metern und einen Tiefgang von 1,70 Metern. Angetrieben wird das Schiff von zwei MAN-Dieselmotoren mit jeweils 500 PS. Als Manövrierhilfe ist im Bug eine Bugstrahlanlage mit einer Leistung von 80 PS eingebaut. Es verfügt über 624 Innenplätze, davon 314 auf dem Eingangs- und 310 auf dem Mitteldeck, und 350 Sitzplätze auf dem Sonnendeck. An Bord befindet sich außerdem ein SB-Shop.